# پادشاهی بریتانیای کبیر

پرچم پادشاهی بریتانیای کبیر ترکیبی از پرچم اسکاتلند و انگستان بود.

پادشاهی بریتانیای کبیر (به انگلیسی: Kingdom of Great Britain) پادشاهی مستقلی بود که بین ۱۷۰۷ تا ۱۸۰۱ میلادی در شمال غربی اروپا و بخشی از جزایر بریتانیا برقرار بود. این کشور با اتحاد دو پادشاهی انگلستان و اسکاتلند به وجود آمد.
پادشاهی متحد بریتانیای کبیر پس از اتحاد با پادشاهی ایرلند در سال ۱۸۰۱ به «پادشاهی متحد بریتانیای کبیر و ایرلند»، و پس از استقلال ایرلند جنوبی نهایتاً به «پادشاهی متحد بریتانیای کبیر و ایرلند شمالی» تغییر نام داد.